# Kakari
 (août 2013).
Si vous disposez d'ouvrages ou d'articles de référence ou si vous connaissez des sites web de qualité traitant du thème abordé ici, merci de compléter l'article en donnant les références utiles à sa vérifiabilité et en les liant à la section « Notes et références ».
Kakari est un village situé à 80 kilomètres au nord-est de Mao la capitale du Kanem, dans le centre nord du Tchad.

## Historique
Le village est fondé en 1910 par Mara Adoum Haggar. « Kakari » est le nom de celui qui a creusé le premier puits du village. En 1985 la première école primaire du village ouvre ses portes et en 1990 a lieu l’ouverture de la première mosquée de vendredi qui est reconstruite en août 2011 grâce à l’aide d’une organisation islamique "Ahli Sounna". En 2007 les premières pompes à eau sont installées dans le cadre d’un projet de coopération entre le Tchad et l’Union Européenne.
Dans les années 1980 le village comptait plus de 3 000 habitants mais avec l’évolution du temps et l’attraction des grandes villes, la majorité des bras valides ont immigré. Principalement à Massakory, Moundou, N’Djamena, la Libye, l’Arabie, et au Nigeria. Ils sont tous partis à la recherche d’une « vie meilleure » car le commerce est leur principale activité.

## Habitants
Les principales tribus qui forment Kakari sont : les Kodra, L’actuel chef du village est le keddallah Hassan Saleh Mala et le Mara c  Mahamat Nour Abdelkarim. Le village vit de l’agriculture (surtout du mil), l’élevage du bétail, du commerce et de l’artisanat. Par le passé on cultivait aussi du coton, maïs, tomate, arachide, haricot, concombre...

## Services
Le centre de santé de Kakari est l’un des plus actifs du chef-lieu de la région car grâce à l’aide de l’ONG Action contre la faim le centre vient en aide à plus de 6 000 personnes par an dont la majorité sont des femmes et des enfants. Il fait une distribution de produits alimentaires à plus de 2000 enfants par an.